# 촐라 해군
촐라 해군(타밀어: சோழர் கடற்படை 촐라르 카다트파다이)은 촐라 제국의 해군으로, 촐라군에서 해상을 담당하는 군종이다. 중세 촐라 시기에 해당하는 9~11세기 동안 촐라 해군의 규모는 점차 커지고 지위 또한 높아지면서 촐라 해군은 당시 아시아 전역에서 강력한 해양 및 외교 부대로 성장하였고 해상 무역로 또한 아라비아에서 중국으로 확장되었다. 촐라의 해상전력은 전용 군선이 없었기 때문에 무역용 선박을 이용해 편성되었으며, 이 배는 지상군을 해외로 수송하는 데 사용되었다. :251 :77
촐라는 9세기 후반부터 13세기 초까지 권력의 절정에 있었다.:5 라자라자 1세(985-1014)의 치세 동안, 촐라의 영토는 오늘날 몰디브부터 안드라프라데시의 고다바리강 유역까지 뻗어 있었으며, 1010년부터 1153년까지 라자라자 1세의 후계자들은 계속 확장하여 촐라 제국을 남아시아와 동남아시아의 군사, 경제 및 문화 강국으로 만들었다. :215 이 기간 동안 촐라 해군은 갠지스강을 따라 팔라 제국의 파탈리푸트라 원정과 서기 1025년 촐라의 스리위자야 침공을 통해 제국 확장을 도왔으며, 지속적으로 중국에 사절단을 파견하였다.:158 13세기부터 촐라와 남인도 안드라-칸나다 지역의 찰루키아 간의 육상전이 벌어지고 판디아 또한 부상하기 시작하면서 촐라 해군은 점차 쇠퇴하였다. :175
촐라 함대는 고대 인도 해군력의 절정을 상징한다. 전성기 촐라 해군은 대양해군으로서의 자질과 100만의 병력을 보유한 아시아 최대의 해군이었다. 이 다차원적 힘을 통해 촐라는 몰디브에서 필리핀과 북인도에 이르는 광대한 해양 제국과 로마에서 중국으로 이어지는 해상 무역로에 대한 군사적, 정치적, 문화적 헤게모니를 달성할 수 있었다. 촐라 해군의 영향력은 동남아시아의 언어, 예술, 건축 및 종교에 인도 문화의 유산이 지속되는 결과를 가져왔으며, 이는 오늘날 발리 힌두교와 참 문화의 사례에서 확인할 수 있다.

## 역사
- 서기 1030년. 라젠드라 1세 치세
- 서기 1055년. 라젠드라 2세 치세
- 서기 1065년. 비라라젠드라 치세

라자라자 1세와 그의 아들 라젠드라 1세 치하에서 촐라 왕조는 아시아의 군사, 경제, 문화 강국이 되었다. :115 :215 라자라자 1세는 남인도를 정복하고 스리랑카의 일부를 합병했으며 몰디브의 최북단 환초 섬을 점령했다. :215 라젠드라 1세는 승리의 원정대를 북인도로 보내 갠지스강을 건넌 후 파탈리푸트라의 팔라 황제 마히팔라를 격파했다. 그는 또한 동남아시아의 해양 왕국들을 습격했다. :211–220 :61
서기 1187년에 작성된 시르카지의 비문에는 아마라콘 팔라바라이얀이라는 별칭으로 불리는 아라이얀 카달콜라미탄탄 해군 장교가 언급되어 있다. 그는 카라이파다이일라르의 탄달나야감으로 언급된다. 카라이파다이일라르는 "해변의 군대 또는 군대"를 의미하며, 탄달나야감이라는 칭호는 단다나야카와 유사하며 "군대의 사령관"을 의미한다. 카달콜라미탄탄이라는 칭호는 "바다가 휩쓸릴 때 떠 있던 사람"이라는 뜻이다. :92–93

## 무역, 상업, 외교
촐라는 대외 무역과 해상 활동에 뛰어났으며, 중국과 동남아시아로 영향력을 확장했다. :116–117 수마트라섬에서 발견된 단편적인 타밀어 비문에는 촐라국의 유명한 상인 길드인 나나데사 티사이야이라투 아이누트루바르(문자 그대로 '사방에서 온 오백 명', '천 방향'이라는 뜻)의 이름이 인용되어 있다. :118 비문의 연대는 1088년으로, 촐라 시대에 해외 무역이 활발했음을 알 수 있다. :117
9세기 말, 남인도는 특히 중국인과 아랍인들을 중심으로 광범위한 해양 및 상업 활동을 발전시켰다. :12,118 인도 아대륙의 서해안과 동해안 일부를 점령하고 있던 촐라는 이러한 모험의 선두에 섰다. :124 :465, 477 중국의 당나라, 샤일렌드라 왕조의 스리위자야, 바그다드의 아바스 칼리파국이 촐라의 주요 무역 파트너였다. :604

### 중국과의 교류
중국 송나라의 기록에 따르면 1077년에 철련(촐라)의 사절단이 송나라 조정에 도착했다고 하며, :117 :223 당시 철련의 왕은 티후아키아로라고 불렸다. :316 이 음절은 "데바 쿨로[퉁가]"(쿨로퉁가 촐라 1세)를 나타냈을 가능성이 있다. 이 대사관은 일종의 무역소였으며, "유리 제품, 향신료 등 공물품과 교환한 구리 동전 81,800줄"을 가지고 돌아간 방문객들에게 큰 수익을 안겨주었다. :173

## 선박 및 무기

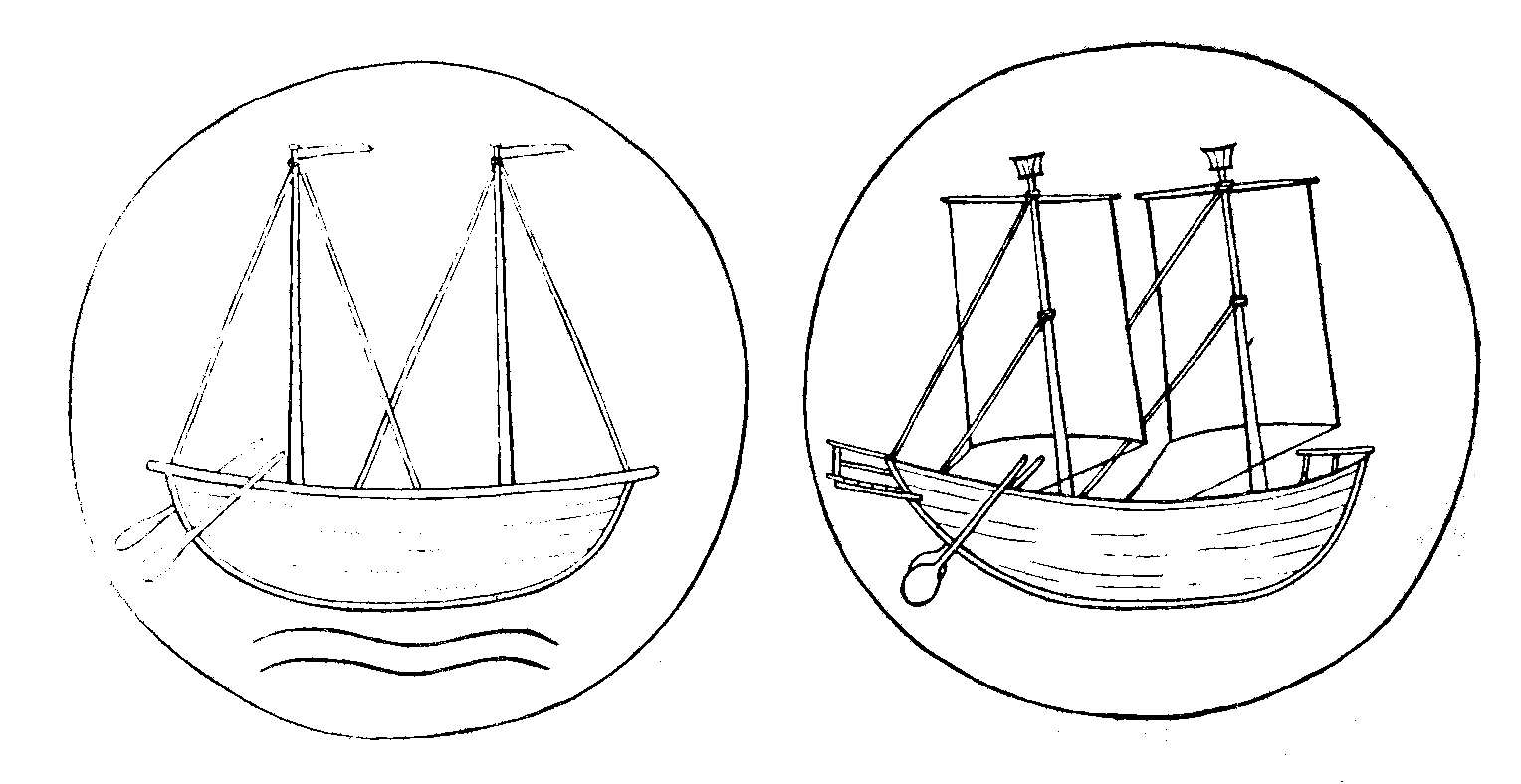
왼쪽: 코로만델 해안의 쿠룸바 또는 팔라바 동전, 현대의 연안선 또는 도호니와 같은 돛대가 두 개 달린 배를 보여준다 오른쪽: 동인도 해안의 사타바하나 주화, 두 개의 돛대를 가진 배를 보여주는 기원전 1~3세기경의 주화.
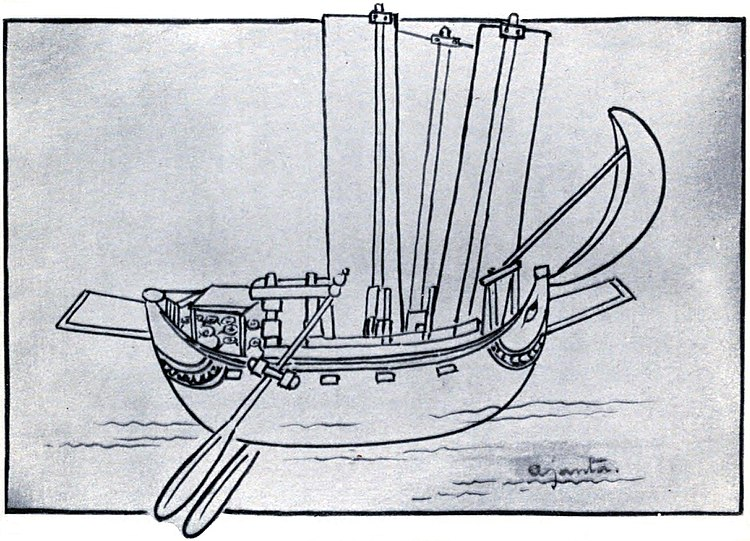
6세기경 아잔타 석굴의 벽화를 바탕으로 한 배의 스케치.

촐라 함선에 대한 정보는 거의 남아 있지 않다. 이 때문에 해전에 사용된 기술과 전투가 어떻게 진행되었는지 알 수 없다. R.C. 마줌다르는 촐라가 벌인 해전은 기본적으로 배 위에서 벌어진 육상 전투이며, 사용된 배는 군대를 수송하는 데 사용된 수송선이었다고 주장한다. :251 촐라군이 해전을 치르지 않고 육지에서 전투를 벌였을 가능성도 있다. 해상과의 연관성에도 불구하고 촐라는 초기 사타바하나, 살란카야나, 쿠룸바, 팔라바와 달리 해상이나 배와 관련된 도상학적인 흔적을 남기지 않았다. :2–4
라젠드라 1세의 비문에는 배를 가리키는 일반적인 용어인 칼람이라는 용어가 언급되어 있다. 서기 1088년 수마트라 바루스에서 발견된 타밀어 비문에는 마라칼람(목선)이 언급되어 있다. 배의 크기와 건조 장소는 알려지지 않았다. 안드라 해안의 크리슈나파티남에서 발견된 서기 1200/1256년경의 타밀어 비문에는 여러 척의 해상 선박이 언급되어 있다: 마라칼람, 토니, 칼라밤, 베디, 파다부 등이 있다. 그 크기는 기록되어 있지 않지만, 수바얄루는 마라칼람이 가장 먼저 언급되었기 때문에 가장 큰 배였을 것으로 생각하며, 파다부보다 4배 정도 더 큰 배였을 것으로 추정한다. 토니(도니라고도 발음)는 마라칼람과 같은 금액이 부과되었지만, 수바얄루에 따르면 마라칼람보다 크기가 작았을 수도 있다. 도니는 19세기에도 스리랑카와 마드라스(첸나이) 사이의 노선을 운항하며 계속 운행되었다. 도니는 길이 70피트(21.34m), 폭 20피트(6.10m), 깊이 12피트(3.66m)에 갑판은 없었고 돛대는 하나뿐이었다. :93–94

## 해상 원정
10세기 말과 11세기 초의 촐라의 군사 작전은 사실상 약탈을 위한 습격이었다. 이는 가축, 보석 및 기타 형태의 재산이 될 수 있는 전리품을 확보하기 위해 행해졌다. :405, 407

## 같이 보기
- 촐라
- 촐라군

### 인용주
1. ↑  The kadaram campaign is first mentioned in Rajendra's inscriptions dating from his 14th year. The name of the Srivijaya king was Sangrama Vijayatungavarman. – K.A. Nilakanta Sastri, The CōĻas, pp 211–220
2. ↑  "The Tamil merchants took glassware, camphor, sandalwood, rhinoceros horns, ivory, rose water, asafoetida, spices such as pepper, cloves, etc." – K.A. Nilakanta Sastri, A History of South India, p 173

### 참조주
1. 1 2  Majumdar, Romesh Chandra (2001). 《The History and Culture of the Indian People, Volume V: The Struggle for Empire》. Mumbai: Bharatiya Vidya Bhavan.
2. ↑  Sakhuja, Vijay; Sakhuja, Sangeeta (2009). 〈Rajendra Chola I’s Naval Expedition to Southeast Asia: A Nautical Perspective〉.   Kulke; Kesavapany; Sakhuja. 《Nagapattinam to Suvarnadwipa: Reflections on the Chola Naval Expeditions to Southeast Asia》. Singapore: Institute of Southeast Asian Studies. 76–90쪽. ISBN 978-981-230-937-2.
3. 1 2 3 4  Keay, John (2011), India - A History, Open Road + Grove/Atlantic, ISBN 978-0-8021-9550-0ISBN 978-0-8021-9550-0.
4. 1 2  Sastri, K. A. Nilakanta (1955). 《A History of South India: From Prehistoric Times to the Fall of Vijayanagar》. Oxford University Press.
5. ↑  Majumdar (contains no mention of Maldives)
6. ↑  Keay, John (12 April 2011), India - A History, Open Road + Grove/Atlantic, ISBN 978-0-8021-9550-0.
7. ↑  Meyer, p. 73
8. ↑  https://timesofindia.indiatimes.com/city/chennai/when-chola-ships-of-war-anchored-on-the-east-coast/articleshow/63260602.cms
9. 1 2 3 4 5 6 7  Kulke, Hermann; Rothermund, Dietmar (2004). 《A History of India》. Berlin: Psychology Press. ISBN 978-1138961159.
10. 1 2 3  Sastri, K. A. Nilakanta (1935). 《The CōĻas》. University of Madras.
11. ↑  Sen, Tansen (2009). 〈The Military Campaigns of Rajendra Chola and the Chola-Srivija-China Triangle〉.   Kulke; Kesavapany; Sakhuja. 《Nagapattinam to Suvarnadwipa: Reflections on the chola naval expeditions to Southeast Asia》. Singapore: Institute of Southeast Asian Studies. 61–75쪽. ISBN 978-981-230-937-2.
12. 1 2  Subbarayalu, Y. (2009). 〈A Note on the Navy of the Chola State〉.   Kulke; Kesavapany; Sakhuja. 《Nagapattinam to Suvarnadwipa: Reflections on the Chola Naval Expeditions to Southeast Asia》. Singapore: Institute of Southeast Asian Studies. 91–95쪽. ISBN 978-981-230-937-2.
13. ↑  Tripati, Sila (2006). “Ships on Hero Stones from the West Coast of India” (PDF). 《International Journal of Nautical Archaeology》 (영어) 35 (1): 88–96. doi:10.1111/j.1095-9270.2005.00081.x.
14. ↑  Sastri, K. A. Nilakanta (1955). 《A History of South India: From Prehistoric Times to the Fall of Vijayanagar》. Oxford University Press.
15. ↑  Rao, K.V. Ramakrishna (2007). “The Shipping Technology of Cholas” (PDF). 《27th Annual South Indian History Congress》: 326–345.
16. ↑  Spencer, George W. (1976). “The Politics of Plunder: The Cholas in Eleventh-Century Ceylon”. 《The Journal of Asian Studies》 35 (3): 405–419. doi:10.2307/2053272. ISSN 0021-9118. JSTOR 2053272.

## 참고 문헌
- Keay, John (2011년 4월 12일), 《India: A History》, Open Road + Grove/Atlantic, ISBN 978-0-8021-9550-0
- Tripati, Sila (April 2006), “Ships on Hero Stones from the West Coast of India” (PDF), 《International Journal of Nautical Archaeology》 (영어) 35 (1): 88–96, doi:10.1111/j.1095-9270.2005.00081.x
- Rao, K.V. Ramakrishna (2007), “The Shipping Technology of Cholas” (PDF), 《27th Annual South Indian History Congress》: 326–345